# Contea di Dallas (Iowa)
La contea di Dallas (in inglese Dallas County) è una contea dello Stato USA dell'Iowa. Il nome le è stato dato in onore del vice presidente degli Stati Uniti George Mifflin Dallas. Al censimento del 2000 la popolazione era di 40 750 abitanti. Il suo capoluogo è Adel.

## Geografia fisica
L'U.S. Census Bureau certifica che l'estensione della contea è di 1533 km², di cui 1519 km² composti da terra e i rimanenti 14 km² composti di acqua.

## Infrastrutture e trasporti

### Strade
- Interstate 80
- U.S. Highway 6
- U.S. Highway 169
- Iowa Highway 17

- Iowa Highway 44
- Iowa Highway 141
- Iowa Highway 144
- Iowa Highway 210

## Contee confinanti
- Contea di Boone, Iowa - nord
- Contea di Polk, Iowa - est
- Contea di Madison, Iowa - sud
- Contea di Guthrie, Iowa - ovest
- Contea di Greene, Iowa - nord-ovest

## Storia
La Contea di Dallas venne istituita nel 1846.

## Città
| - Adel - Booneville - Bouton - Clive ‡ - Dallas Center | - Dawson - De Soto - Dexter - Granger - Grimes ‡ | - Linden - Minburn - Perry - Redfield - Urbandale ‡ | - Van Meter - Waukee - West Des Moines ‡ - Woodward |

- Le città indicate con ‡ si trovano per la maggior parte nella contea di Polk, ma si estendono alla contea di Dallas.